# Исмаилов, Родион Шамилович
Родион Шамилович Исмаилов (22 мая 1966, Кехнегала (Кёхнагала), Товузский район, Азербайджанская ССР, СССР) — кинорежиссёр. 

## Биография
Детство и юность будущего режиссёра прошли в расположенном возле границы с Грузией Товузском районе Азербайджана. С детства Родион испытывал страсть к кино, особенно привлекал его грузинский кинематограф.
В 1986—89 годах Родион Исмаилов проходил срочную службу в Каспийской военной флотилии.
После завершения службы Исмаилов едет в Санкт-Петербург и поступает в Санкт-Петербургский государственный университет кино и телевидения (факультет экранных искусств, ведущий (мастерская) — Г. Волкович).
В 1998 окончил Санкт-Петербургский государственный университет кино и телевидения по специальности кинорежиссёр.
В 1997 году совместно с Александром Башировым организовал «Дебошир Фильм — Студию». С 1997 по 1999 год — генеральный директор данной студии.
С 2000 по 2005 год — президент Санкт-Петербургского фонда «Независимое кино».
С 2009 года режиссёр и продюсер в продюсерском центре «ДС Фильм».

## Фильмография
- «Железная пята олигархии», (1998) художественный фильм, продюсер
- «Ноев ковчег», (2001) документальный фильм, продюсер
- «Режиссёр—Николай Акимов», (2001) документальный фильм, продюсер
- «Кочевье», (2010) документальный фильм, режиссёр и продюсер
- «Моя родня», (2012) документальный фильм, режиссёр и продюсер
- «Бэла Руденко. „Я счастливый человек!“», (2013[1]) документальный фильм, автор сценария и режиссёр
- «Попутчики», (2013) документальный фильм, режиссёр
- «Плацкарт», (2016) документальный фильм, режиссёр и продюсер

## Премии и награды

### за фильм «Железная Пята Олигархии»
- Главный Приз «Tiger Award» на МКФ в Роттердаме
- Приз «Лучший Европейский Фильм» на МКФ в Александрии (Египет)
- Приз журнала «FilmCritic» на неделе кинокритики на МКФ в Венеции
- Приз FIPRESSI на МКФ «Кинотавр» в Сочи
- Приз «Лучший дебют» на кинофоруме «Серебряный гвоздь» в Сочи
- Приз за лучшую операторскую работу и приз кинокритики на фестивале «Окно в Европу» в Выборге
- Приз кинокритики и прессы на фестивале «Виват, кино России!» в Санкт-Петербурге
- Приз Большого Жюри на фестивале «Литература и кино» в Гатчине
- Приз кинокритики на фестивале «Литература и кино» в Гатчине

### за фильм «Кочевье»[2]
- Приз «Лучший полнометражный документальный фильм» на Faito doc Festival в Неаполе, Италия, 2013[3]
- Приз «Jade Kunlun Award» на международном кинофестивале World Mountain Documentary Festival of Qinghai, Китай, 2012
- Специальный приз «За освоение неведомых территорий» на Международном кинофестивале «Саратовские страдания», Саратов, Россия 2011
- Приз «Золотой Жан-Люк» за победу в категории «Приз зрительских симпатий» на международном фестивале авторского кино «Киноликбез» в городе Барнаул, Россия, 2011[4]
- Специальный приз «За талантливую режиссуру» — Евразийский Телефорум, Москва

### за фильм «Моя родня»[5]
- Приз «Лучший документальный фильм» на XI Алматинском международном кинофестивале «Звёзды Шакена»[6]
- Приз «Лучший полнометражный документальный фильм» на Международном кинофестивале «Послание к человеку», 2013
- Приз «Специальное упоминание жюри», на LET’S CEE Film Festival in Vienna, Австрия, 2013
- Приз «Лучший Анрапологический фильм» на Российском Фестивале Антропологических Фильмов в Екатеринбурге, 2013
- Победитель в номинации «Одинаково разные» на Межрегиональном Телевизионном фестивале «Моя Большая Страна», Россия, 2013
- Победитель в номинации «Россия и Зарубежье» на Международном фестивале туристического кино «Свидание с Россией», Тула, Россия, 2013
- Национальная премия «Лавровая ветвь» в номинации «Лучший по профессии оператор», Россия, 2013
- Приз «Лучший полнометражный документальный фильм» на Zagreb Tourfilm Festival, Загреб, Хорватия, 2014
- Приз «Лучший полнометражный документальный фильм» на Türk Dünyası Belgesel Film Festivali, Турция, 2016

### за фильм «Попутчики»
- Приз II степени «Режиссёр документального кино» на фестивале «Киноглаз-2014» (Приз I степени жюри не присуждался)[7]